# Tillandsia velickiana
Tillandsia matudae là một loài thuộc chi Tillandsia. Đây là loài bản địa của México.